# Walter Miller (acteur)
Pour les articles homonymes, voir Walter Miller et Miller.
Walter Miller né le 9 mars 1892 à Dayton (Ohio), et mort le 30 mars 1940 à  Los Angeles (Californie), est un acteur américain. Il a joué dans plus de 200 films.

## Filmographie partielle
- 1912 : Les Amis (Friends) de D. W. Griffith
- 1912 : So Near, Yet So Far de D. W. Griffith
- 1912 : Cœur d'apache (The Musketeers of Pig Alley) de D. W. Griffith
- 1913 : The Mothering Heart, de D. W. Griffith
- 1916 : A Wife's Sacrifice de J. Gordon Edwards
- 1919 : Thin Ice de Thomas R. Mills
- 1920 : The Way Women Love (en)
- 1922 : La Rencontre (Till We Meet Again) de Christy Cabanne
- 1924 : Playthings of Desire de Burton L. King
- 1924 : Those Who Judge de Burton L. King
- 1925 : Sunken Silver de George B. Seitz
- 1925 : Le Vainqueur du ciel (The Sky Raider) de T. Hayes Hunter
- 1931 : Manhattan Parade de Lloyd Bacon
- 1931 : The Vanishing Legion de Ford Beebe et B. Reeves Eason
- 1931 : The Galloping Ghost (serial)
- 1931 : Le Roi de la jungle (King of the Wild) de B. Reeves Eason et Richard Thorpe
- 1931 : Scène de la rue (Street Scene) de King Vidor
- 1932 : Three Wise Girls de William Beaudine
- 1932 : The Famous Ferguson Case de Lloyd Bacon
- 1933 : Blood Money de Rowland Brown
- 1933 : L'Irrésistible (Son of a Sailor) de Lloyd Bacon
- 1934 : The Red Rider de Lew Landers (serial)
- 1934 : Pirate Treasure de Ray Taylor
- 1935 : Rustlers of Red Dog de Lew Landers
- 1935 : Le Corbeau (The Raven) de Lew Landers
- 1936 : Desert Gold de James P. Hogan
- 1936 : Dangerous Waters de Lambert Hillyer
- 1937 : Sous-marin D-1 (Submarine D-1) de Lloyd Bacon
- 1937 : Flight from Glory de Lew Landers
- 1940 : Les Raisins de la colère (The Grapes of Wrath), de John Ford
- 1940 : La Caravane héroïque (Virginia City), de Michael Curtiz
- 1940 : Three Cheers for the Irish de Lloyd Bacon